# Самодивски езера
Самодивски езера (Кралевдворски езера) се нарича малка група от три езера в Северен Пирин, част от по-голямата група на Поповите езера. Разположени са в малък циркус на 620 m югозападно от Поповото езеро между върховете Джангал (2730 m) на север-северозапад, Момин двор (2714 m) на запад и Кралев двор (2548 m) на юг, на съвсем близко разстояние едно от друго.
Разположени са съответно на 2378,8, 2375 и 2372 m. Най-горното, на 41°42′06″ с. ш. 23°30′02″ и. д. / 41.701667° с. ш. 23.500556° и. д. е с форма, която прилича на лодка (на снимката – обърната наопаки) с размери 75 х 85 m и площ от 3,2 дка; второто наподобява бъбрек и е по-дълго – 100 х 35 m и площ от 2,2 дка; най-ниското е и най-малко с размери 50 х 25 m и само 1 дка площ. От него изтича малък поток на изток, който след 350 m завива на север и се влива от юг в Поповото езеро.
С право Самодивските езера са смятани за едни от най-красивите в Пирин, тъй като са сгушени между скали, малка рекичка се вие между тях и дори образува водопадче между двете горни езера. Наричани са още Кралевдворски езера. Името им идва от поверието, че нощем край тях идват планинските самодиви. Според легендата там е живяла дъщерята на бог Перун. Името им е изкуствено пренесено върху близкия връх Джангал през 80-те години и днес не се използва. Покрай тях минава пътеката от хижа Безбог за Тевното езеро.